# Congoharpax boulardi
Congoharpax boulardi es una especie de mantis de la familia Hymenopodidae.

## Distribución geográfica
Se encuentra en la República Centroafricana.